# Wolffia
Wolffia är ett släkte i familjen kallaväxter. Släktet innehåller världens minsta blommor, som är ungefär 2 millimeter breda. Det finns nio till elva arter av Wolffia. De lever vid vattenytan i tropiska, subtropiska och tempererade trakter.

## Födoämne
Wolffia kan bli en viktig proteinkälla för människor. En av de kända arterna, W. microscopica, har över 20% protein i torsubstansen och innehåller essentiella aminosyror. Den har sedan länge samlats in och ätits som grönsak asiatiska länder, och den har föreslagits som ett värdefullt näringstillskott för astronauter i framtiden, samtidigt som den växande plantan också fungerar som en effektiv syrgasproducent.